# Xanthorhoe sordidata
Xanthorhoe sordidata là một loài bướm đêm trong họ Geometridae.